# Chikka Honnenahalli, Hassan
Chikka Honnenahalli là một làng thuộc tehsil Hassan, huyện Hassan, bang Karnataka, Ấn Độ.